# Геркулес Фарнезе
Геркулес Фарнезе (італ. Ercole Farnese) — славнозвісна антична скульптура міфічного героя Геркулеса, відома за декількома копіями. Вплинула на західноєвропейську культуру декількох країн, особливо у добу бароко та класицизму.

## Знайдення і нова назва
Згідно зі спогадами Уліссе Альдрованді, зафіксованим 1592 року, скульптура була знайдена в Римі у 1546 році під час хижацьких розкопок у термах Каракалли. Власником античної скульптури став племінник папи римського Павла III з роду Фарнезе — герцог Парми, кардинал Алессандро Фарнезе. Звідси нова назва скульптури — «Геркулес Фарнезе» або «Геракл типу Фарнезе».
Скульптура прикрасила римський палац Алессандро Фарнезе, де була розміщена у залі, стіни якої у 1566–1569 роках оздобив фресками на теми подвигів античного героя художник Федеріко Цуккарі.

## Первісний варіант і копії
Первісний варіант існував у бронзі і був створений у IV ст. до н. е. скульптором Лісіппом. За описами, оригінал Лісіппа мав три метри заввишки. Цей оригінал був втрачений.
Варіант, знайдений у термах Каракалли, був копією у мармурі і, можливо виконаний в майстерні афінського скульптора Глікона. Скульптура була знайдена розламаною. Спочатку знайшли лише торс, продовження розкопок у різних містах надало нові частини. Реставрацію скульптури із додатком нових частин проводив учень Мікеланджело Буонарроті — скульптор Гульельмо делла Порта (1505 — 1577). Голову героя відновили окремо зі зразка, знайденого з розкопок у Трастевере. Гульельмо делла Порта настільки вдало відтворив відсутні ноги Геракла, що знайдені фрагменти ніг майже цілком збігалися із відтвореними реставратором. Мікеланджело казав, що сучасні скульптори Риму витримали змагання зі скульпторами античності.
Реставрована скульптура Геркулеса перебувала у володінні родини Фарнезе до XVIII ст. і тільки 1787 року була перевезена до Неаполя.

## Побутування і вплив на культуру
Скульптура мала неабияку популярність у Римі. Її замальовували італійські та іноземні художники, також було зроблено декілька нових копій у мармурі, що прикрасили низку римських палаців. Грубувата копія скульптури прикрашала і двір палаццо Фарнезе у Римі. Ще одна антична копія прикрашала двір палаццо Пітті у Флоренції починаючи з XVI століття.
Наприкінці XVI століття Рим відвідав художник Гендрік Гольциус, зробивши замальовки скульптури, а потім гравюру. Серед митців, що малювали скульптуру з різних боків був і фламандський художник Пітер Пауль Рубенс.
Велетенську копію скульптури «Геркулеса, що відпочиває» заввишки вісім з половиною метрів створив німецький скульптор Йоганн Якоб Антоні у 1713–1717 роках. Ця копія прикрасила велетенський каскад у місті Кассель і стала одним із символів міста. Низка мармурових копій «Геркулеса, що відпочиває» прикрасила декілька садів доби бароко і класицизму від Іспанії до Російської Імперії.

## Галерея вибраних фото

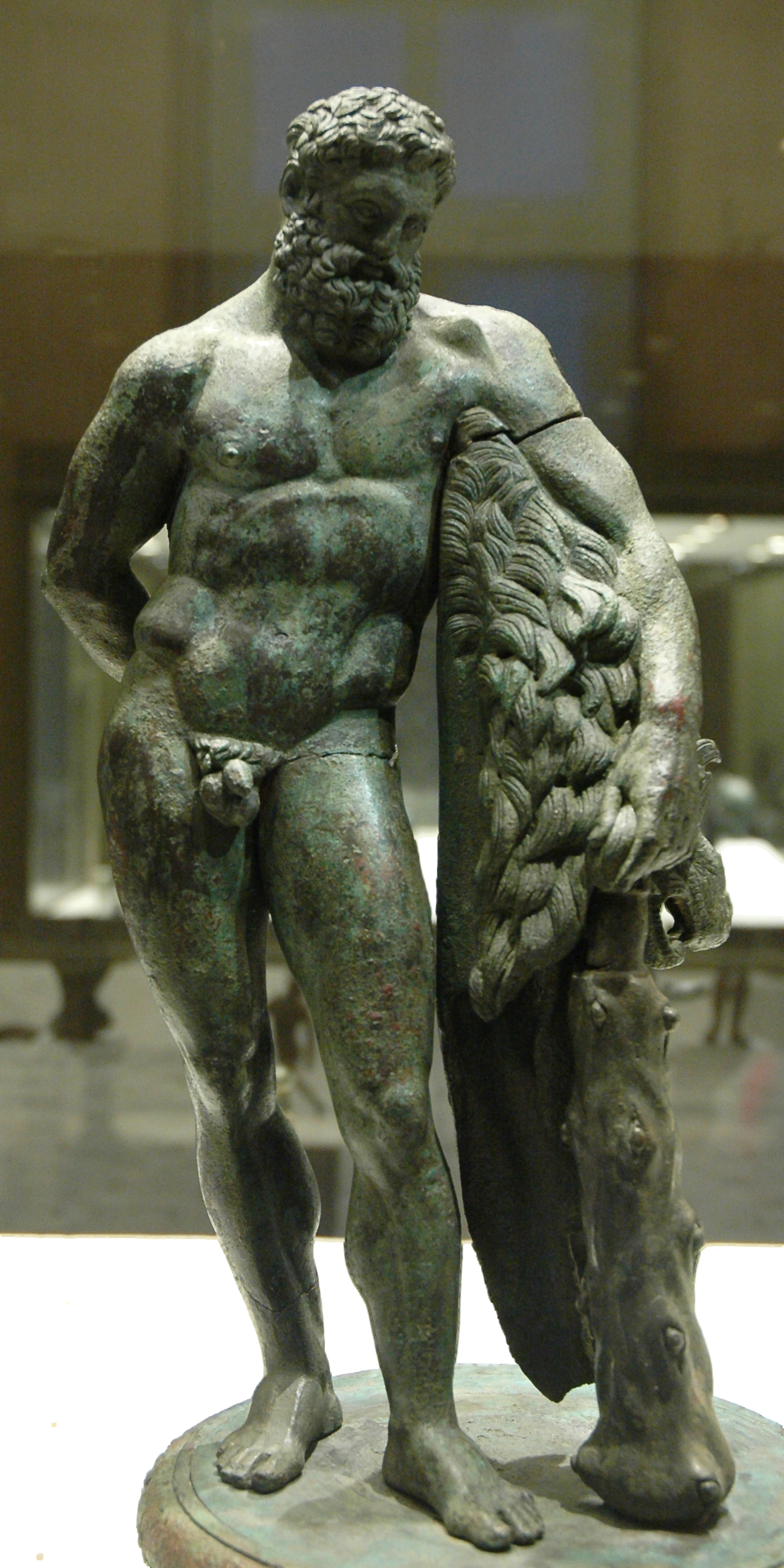
Скульптор Лісіпп (?). Копія у бронзі, Лувр, Париж. Знайдена у місті Фоліньо, Італія.

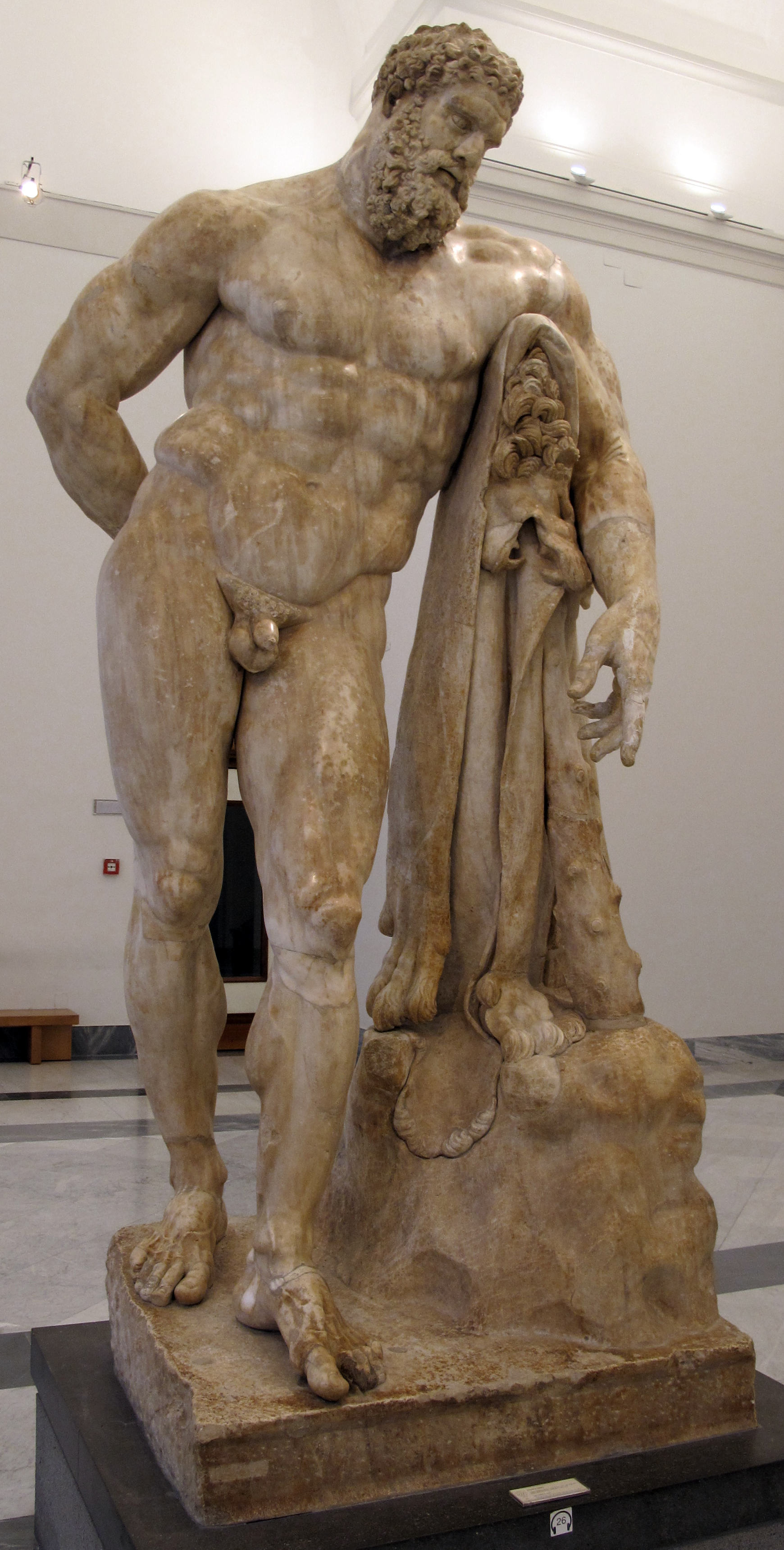
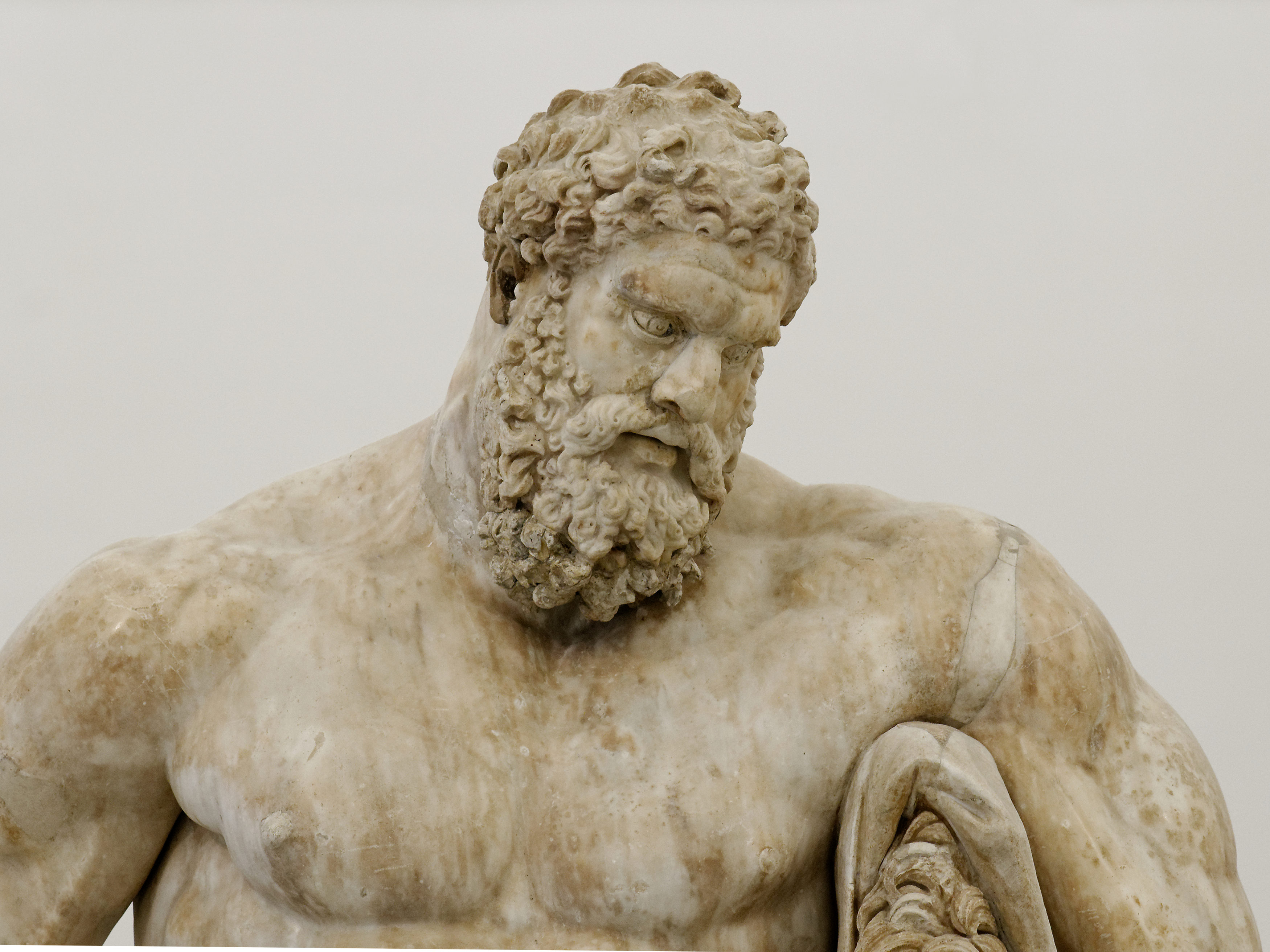
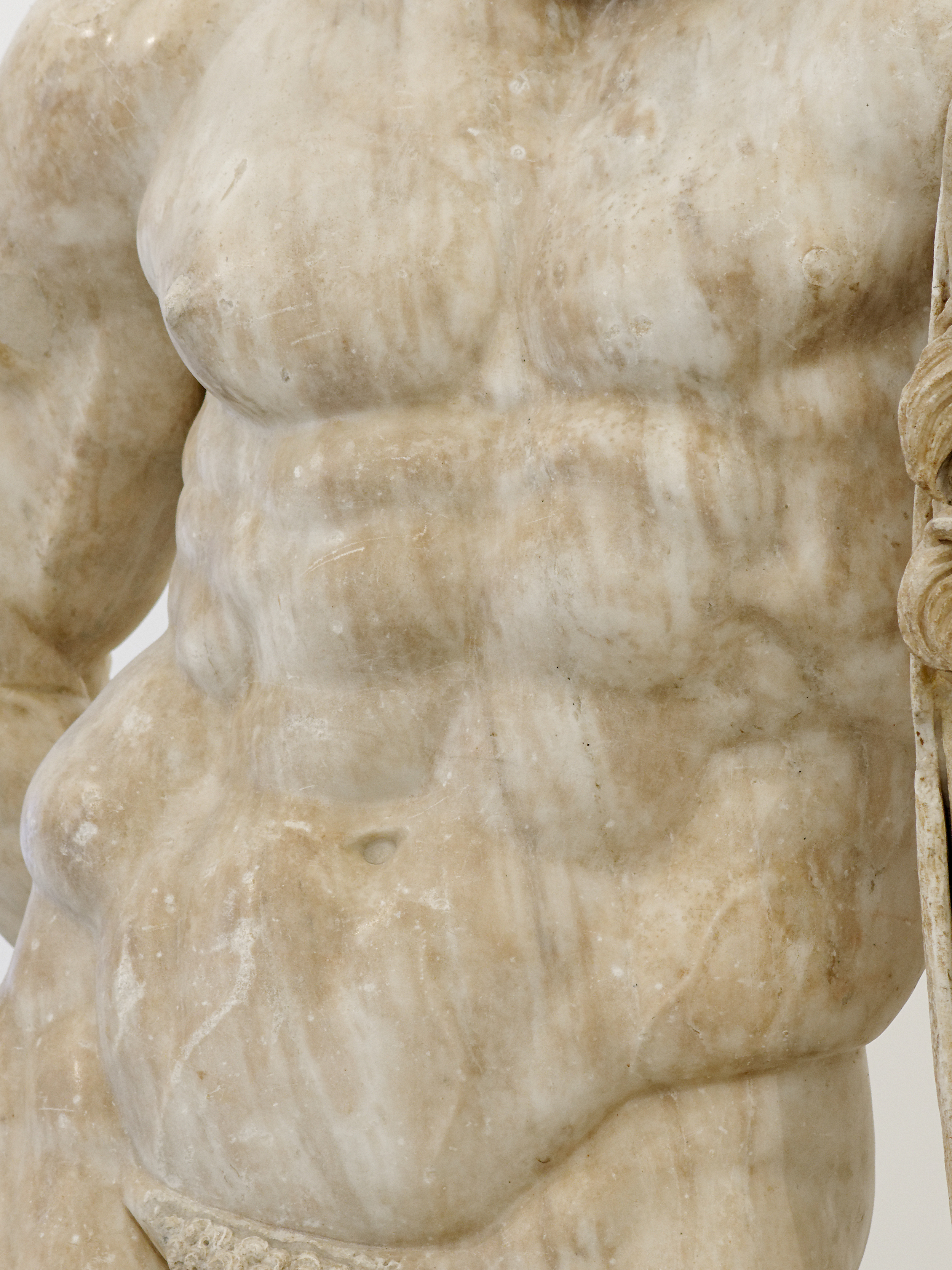
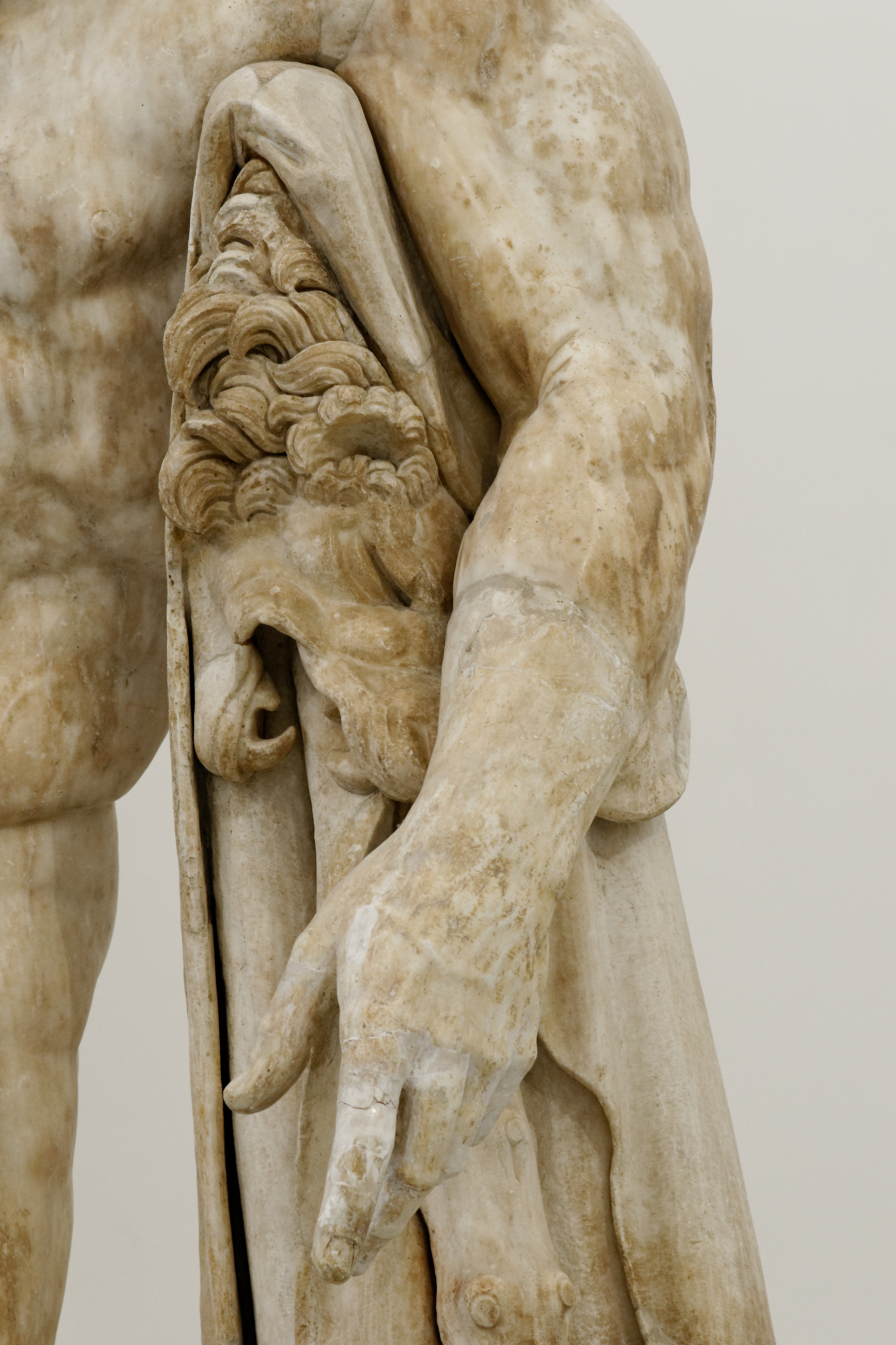
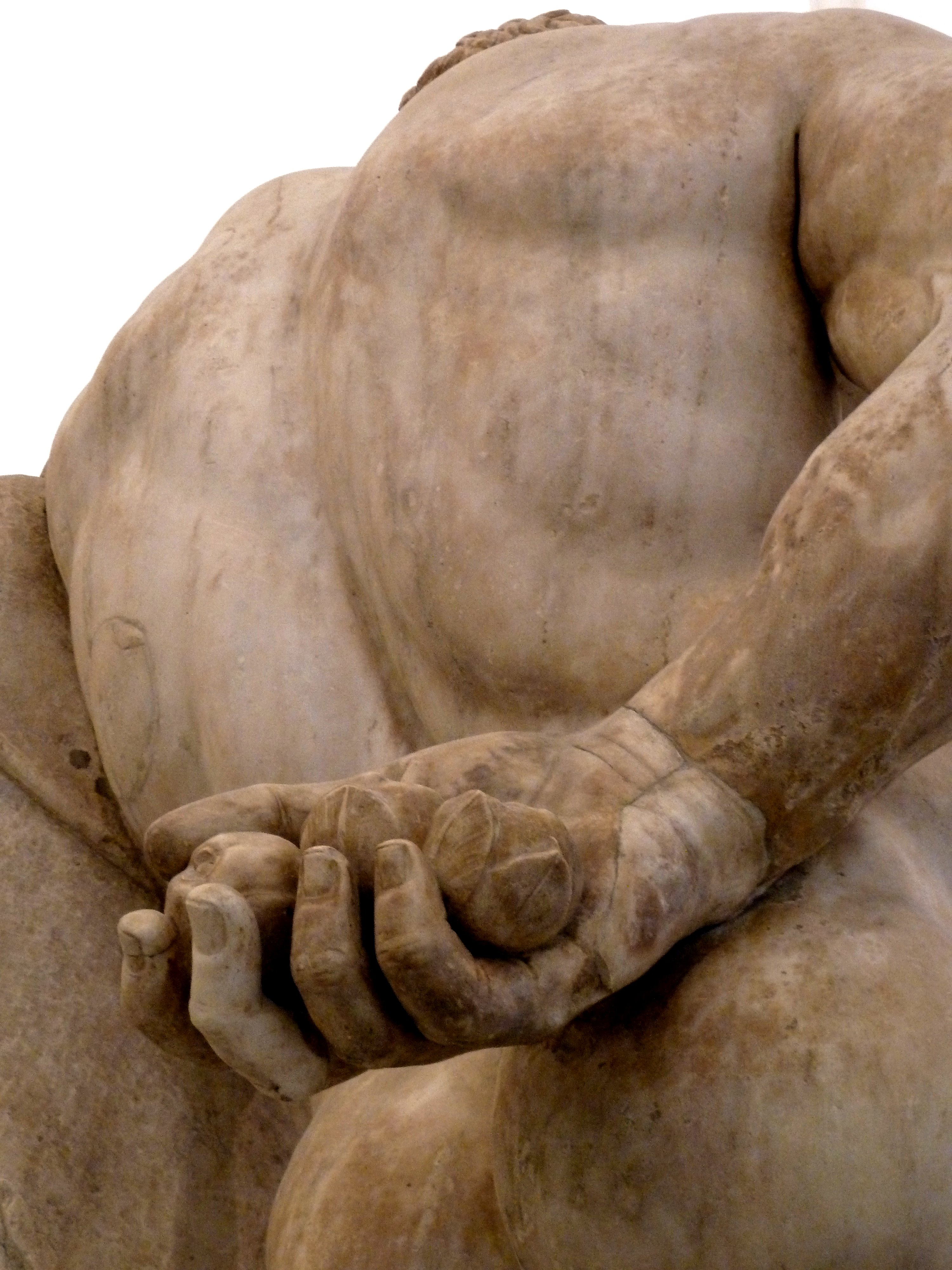
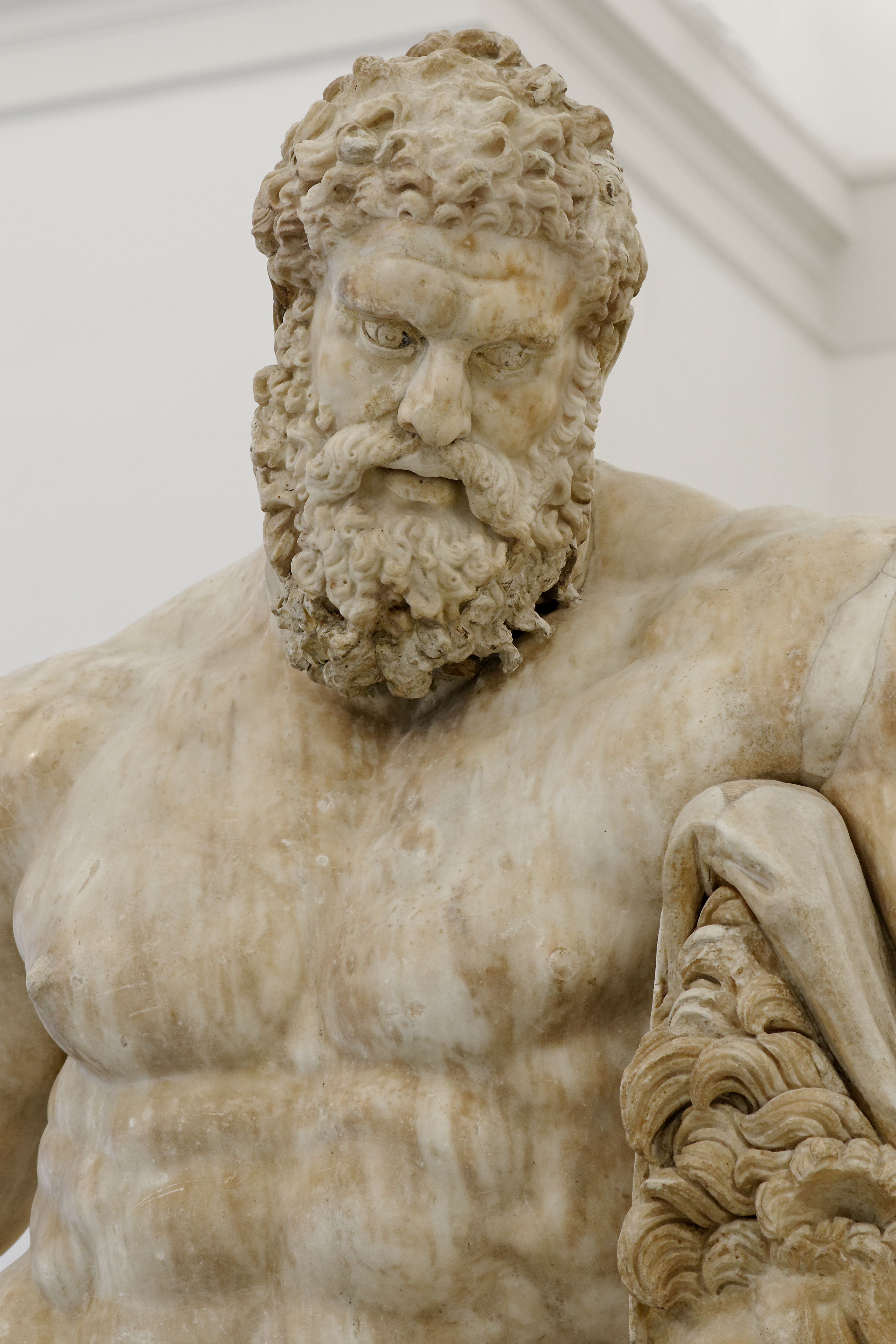